# Puente Garibaldi
Ponte Garibaldi es un puente que une Lungotevere De' Cenci con Piazza Giuseppe Gioachino Belli en Roma (Italia), en Rioni Regola y Trastevere.

## Descripción
El puente fue diseñado por el arquitecto Angelo Vescovali y construido entre 1884 y 1888; estaba dedicado a Giuseppe Garibaldi, padre de la unificación de Italia. El puente, ampliado en 1959, fue construido para facilitar la expansión de la ciudad hacia Trastevere. 
Tiene dos vanos metálicos, que reposan sobre un fuste central y sobre dos fustes menores recubiertos de travertino; mide 120 metros de largo.